# Torpedofly
Torpedofly var specielle fly der angreb skibe med torpedoer, der var mindre og lettere end torpedoer anvendt af ubåde og krigsskibe. Torpedofly var almindelige dengang da propelflyene dominerede luftkrigen, men er i vore dage blevet erstattet af sømålsmissiler. Maritime patruljefly og antiubådshelikoptere anvender stadig torpedoer mod ubåde, men da torpedoerne er målsøgende, klassificeres luftfartøjerne ikke som torpedofly.
Torpedofly var enten langtrækkende, landbaserede fly, hangarskibsfly eller pontonfly. Torpedoflyenes maritime karakter gjorde at de kunne anvendes til rekognoscering, mod ubåde og som bombefly. Foruden defensiv bevæbning kunne torpedoflyene udrustes med bomber, søminer, dybdebomber og raketter. Sidstnævne kunne bruges til at distrahere antiluftskytset under et torpedoangreb.
Royal Naval Air Service udførte de første afprøvninger af luftbårne torpedoer kort før udbruddet af Første Verdenskrig med Short 184 pontonfly. Torpedoer indeholder et delikat maskineri til fremdrift og gyrostabilisering og er derfor mindre robuste end bomber. For at de ikke skulle blive ødelagt når de ramte vandoverfladen, blev torpedoerne kastet fra lav højde (100 fod). Moderne torpedoer bliver nedkastet fra større højder med faldskærm, men da de er akustisk målsøgende er retningen mindre væsentlig. Et andet problem med de gamle torpedofly var at torpedoen ved nedslaget skabte en vandsøjle, der kunne ramme flyet og beskadige dette. Dette var især aktuelt med de første fly, fordi de var opbygget af et træskelet dækket af sejldug, og fordi de ikke kunne stige så hurtigt efter kastet. Torpedokast skulle også foretages ved lav hastighed (100 knob), hvilket ikke var et problem med de første torpedofly; ofte havde de pontoner, der gav ekstra luftmodstand og torpedoerne var større og tungere end de fleste bomber. Den lave hastighed var derimod et problem for Anden Verdenskrigs torpedofly, da de kunne flyve hurtigere. For at kunne ramme skulle torpedoflyene følge en bestemt kurs, uden at kunne foretage undvigelsesmanøvrer. Dette gjorde dem sårbare overfor antiluftskyts og jagerfly. Da en enkelt torpedo kunne sænke et skib, lykkedes mange angreb alligevel. California Institute of Technology udviklede krydsfinerssvøb rundt om næse og hale på torpedoer. Krydsfineren skulle knuses ved nedslaget og skåne torpedoen. Disse kunne kastes fra 800 fods højde (244 m) og ved 280 knobs fart (518 km/t). En del af disse torpedoer viste sig at være upålidelige, da de ikke eksploderede ved anslaget.

## Marinens Flyvevæsen
Marinens Flyvevæsen havde to Hawker Horsley torpedofly, der i Danmark hed "Dantorp".

## Eksempler på torpedofly
- Heinkel 59
- Heinkel He 111
- Heinkel He 115
- Junkers Ju 88
- Bristol Beaufighter
- Bristol Beaufort
- Fairey Albacore
- Fairey Barracuda
- Fairey Swordfish
- Handley Page Hampden
- Vickers Vildebeest
- Fokker T.8W
- Caproni Ca.313
- Savoia-Marchetti SM.79
- Aichi B7A Grace
- Kawanishi H8K Emily flyvebåd.
- Mitsubishi G4M Betty
- Nakajima B5N Kate
- Iljusjin Il-4 Bob
- Douglas TBD Devastator
- Grumman TBF Avenger
- Saab T 18

## Berømte slag med torpedofly
- Angrebet på Taranto november 1940
- Sænkningen af Bismarck maj 1941
- Angrebet på Pearl Harbor december 1941
- Slaget om Koralhavet maj 1942
- Slaget om Midway juni 1942